# Polonia Bytom w sezonie 1954
Polonia Bytom w sezonie 1954 po raz pierwszy zdobyła mistrzostwo Polski. Był to jej szósty sezon w najwyższej klasie rozgrywkowej polskiej piłki nożnej, a jednocześnie czwarty z kolei.
W rundzie wiosennej drużyna zdobyła piętnaście punktów i zajęła pierwsze miejsce z przewagą trzech nad kolejnymi zespołami. Piłkarze zdobyli dwadzieścia trzy bramki i stracili osiem. Królem strzelców rundy został Henryk Kempny, który zdobył dziewięć goli.
Pierwszy mecz rundy rewanżowej, przegrany 0:1 z Cracovią, drużyna rozegrała w rezerwowym składzie, ponieważ część zawodników wróciła późno z tourneè po Związku Radzieckim, gdzie grali jako piłkarze reprezentacji Warszawy. W związku z tym kierownictwo Klubu złożyło protest w sekcji piłkarskiej Głównego Komitetu Kultury Fizycznej. Został on uwzględniony, a późniejsze odwołanie Cracovii odrzucone. Spotkanie zostało powtórzone 24 października.
W rundzie jesiennej zawodnicy grali gorzej, przez co na koniec rozgrywek tę samą liczbę punktów miały trzy drużyny – Polonia, ŁKS Łódź i Ruch Chorzów. Bytomianie w ostatniej kolejce pauzowali, a decydujący o mistrzostwie mecz odbył się 4 grudnia na boisku Ruchu. Chorzowianie mieli stratę jednego punktu i aby obronić tytuł mistrzowski musieli wygrać mecz z Gwardią Warszawa. W wypadku remisu mistrzem zostałaby Polonia, a po przegranej – bytomianie i łodzianie musieliby rozegrać dodatkowy mecz o mistrzostwo. Gwardia natomiast niezależnie od wyniku nie zmieniłaby swojego położenia w tabeli rozgrywek. Ruch jednak zremisował i niewiele brakowało, aby przegrał, ponieważ to warszawiacy jako pierwsi strzelili bramkę. Spotkania zawodnicy Polonii nie oglądali, ponieważ z okazji Barbórki rozgrywali o tej samej porze mecz towarzyski z Górnikiem Miechowice, a o wyniku dowiedzieli się w szatni od jednego z zawodników tej drużyny.
Trzydzieści pięć lat później Mieczysław Szymkowiak na łamach Piłki Nożnej pisał:
Byłem na tym meczu, widziałem go dokładnie. Niebiescy grali z pasją, ambitnie, a gwardziści spokojnie, na zimno wybijali ich z rytmu, groźnie kontrowali. Po jednym z wypadów Baszkiewicz zdobył prowadzenie dla warszawian. I dalej byliśmy świadkami mądrej taktycznie ich gry, zwalniania tempa. Na nic wysiłki Cieślika, Suszczyka i kolegów. Wreszcie na kilka minut przed końcem przy dość biernej postawie obrońców Kubicki wyrównał. Remis intronizował bytomian. Było dla mnie jasne, że Gwardia grała dla bytomian. To wyrównanie było w planie.
Gwardia grała w ostatnim meczu z Ruchem dla Polonii. Po meczu wracałem do Warszawy tym samym pociągiem, co gwardziści. Ich trenerem był Edward Brzozowski, były reprezentant Polski, świetny strateg. Po starej znajomości wyjawił mi, że celem tego meczu był remis. Nie powiedział ile z tego wyciągnęli korzyści. Ale za darmo to nie było... Sądzę, że po 35 latach mogę to ujawnić. Tym bardziej, że zremisować z Ruchem na jego stadionie nie było rzeczą łatwą. Pan Edward żartował wówczas, że trudniej im było stracić bramkę, niż strzelić! Ale plan konsekwentnie zrealizowali.
Henryk Kempny wraz z Ernestem Pohlem z Legii Warszawa został w tym sezonie królem strzelców Ekstraklasy.

## I liga
| Lp. | Data  | Dom/ Wyjazd | Przeciwnik        | Wynik     | Sędzia         | Widzów | Bramki                                                          | Skład |
| --- | ----- | ----------- | ----------------- | --------- | -------------- | ------ | --------------------------------------------------------------- | --- |
| 1   | 14.03 | W           | ŁKS               | 2:2 (1:0) | Szlejfer       | ~30000 | Trampisz 21', Kempny 59'                                        | Skromny, Olejniczak, Lelonek, Cichoń, Narloch, Wieczorek, Sąsiadek (Kauder), Trampisz, Kempny, Ciupa, Wiśniewski     |
| 2   | 28.03 | D           | AKS Chorzów       | 6:0 (5:0) | Gronowski      | >10000 | Kempny 8', 16', Trampisz 22', 39', Sąsiadek 36', Wiśniewski 49' | Skromny, Kauder, Olejniczak, Cichoń, Narloch, Wieczorek, Sąsiadek, Trampisz, Kempny, Ciupa, Wiśniewski               |
| 3   | 04.04 | W           | Cracovia          | 1:1 (1:0) | Hasselbusch    | >20000 | Kempny 43'                                                      | Skromny, Kauder, Olejniczak, Cichoń, Narloch, Wieczorek (Kohut), Sąsiadek, Trampisz, Kempny, Ciupa, Wiśniewski       |
| 4   | 11.04 | D           | Gwardia Warszawa  | 3:1 (0:1) | Kulesza        | >10000 | Wiśniewski 53', Trampisz 55', Kempny 60'                        | Skromny, Kauder, Olejniczak, Cichoń, Narloch, Kohut, Sąsiadek, Trampisz, Kempny, Ciupa, Wiśniewski                   |
| 5   | 26.05 | W           | Lech Poznań       | 1:0 (0:0) | Mylnik         | >6000  | Sąsiadek 72'                                                    | Bem, Mahseli, Olejniczak, Cichoń, Kauder, Narloch, Sąsiadek, Trampisz, Kempny, Ciupa, Wiśniewski                     |
| 6   | 30.05 | D           | Górnik Radlin     | 0:1 (0:1) | Gorączniak     | ~8000  |                                                                 | Skromny, Mahseli, Olejniczak, Cichoń, Kauder, Narloch, Sąsiadek, Trampisz, Kempny, Ciupa, Wiśniewski                 |
| 7   | 06.06 | W           | Ruch Chorzów      | 2:1 (1:0) | Fronczyk       | >20000 | Sąsiadek 48', Ciupa 75'                                         | Skromny, Mahseli, Olejniczak, Cichoń, Narloch, Kauder, Sąsiadek, Trampisz, Kempny (Kohut), Ciupa, Wiśniewski         |
| 8   | 13.06 | D           | Wisła Kraków      | 2:0 (1:0) | Sperling       | ~30000 | Wiśniewski 4', Kempny 87'                                       | Skromny, Mahseli, Olejniczak, Cichoń, Narloch, Kauder, Sąsiadek, Trampisz, Kempny, Ciupa, Wiśniewski                 |
| 9   | 17.06 | W           | Legia Warszawa    | 4:0 (2:0) | Frąckowski     | ~10000 | Wiśniewski 15', Sąsiadek 40', 49', Kempny 46',                  | Skromny, Mahseli, Olejniczak, Cichoń, Kauder, Narloch, Sąsiadek, Trampisz, Kempny, Ciupa, Wiśniewski                 |
| 10  | 20.06 | D           | Polonia Bydgoszcz | 2:2 (2:0) | Buśkiewicz     | ~12000 | Kempny?',?'                                                     | Skromny, Mahseli, Olejniczak, Cichoń, Kauder, Narloch, Sąsiadek, Trampisz, Kempny, Ciupa, Wiśniewski                 |
| 11  | 05.09 | D           | Cracovia          | 0:1 (0:1) | Marcinkowski   | >10000 |                                                                 | Skromny, Mahseli, Olejniczak, Lelonek, Leszczyński, Kauder, Kumoń, Wieczorek, Kohut, Liberda, Gacka                  |
| 12  | 12.09 | W           | Gwardia Warszawa  | 1:2 (1:1) | Kulesza        | ~10000 | Kempny 12'                                                      | Skromny (Bem), Mahseli, Olejniczak, Cichoń, Narloch, Kauder, Sąsiadek, Trampisz, Kempny, Ciupa, Wiśniewski (Kumoń)   |
| 13  | 19.09 | D           | Lech Poznań       | 0:1 (0:0) | Frąckowski     | ~15000 |                                                                 | Bem, Olejniczak, Cichoń, Narloch (Lelonek), Kauder, Sąsiadek, Trampisz, Kempny, Ciupa, Gacka                         |
| 14  | 03.10 | W           | Górnik Radlin     | 1:2 (0:1) | Mytnik         | ~7000  | Trampisz?'                                                      | Skromny (Bem), Mahseli, Olejniczak, Cichoń, Narloch, Kaznecki, Sąsiadek, Trampisz, Kempny, Ciupa, Wiśniewski         |
| 15  | 10.10 | D           | Ruch Chorzów      | 1:1 (1:0) | Sperling       | ~35000 | Sąsiadek 10'                                                    | Skromny, Mahseli, Olejniczak, Cichoń, Narloch, Kauder, Sąsiadek, Trampisz, Kempny, Ciupa, Wiśniewski                 |
| 16  | 17.10 | W           | Wisła Kraków      | 2:2 (2:0) | Aleksandrowicz | ~20000 | Ciupa 10', Sąsiadek 21'                                         | Skromny, Mahseli, Cichoń, Narloch, Kauder, Olejniczak, Sąsiadek, Trampisz, Kempny, Ciupa, Wiśniewski                 |
| 17  | 24.10 | D           | Cracovia          | 1:0 (0:0) | Gronowski      | ~10000 | Kauder 79'                                                      | Skromny (Bem), Mahseli, Olejniczak, Cichoń, Narloch, Kauder, Sąsiadek, Trampisz, Kempny, Ciupa, Wiśniewski           |
| 18  | 31.10 | W           | Polonia Bydgoszcz | 0:3 (0:3) | Bukowski       | ~5000  |                                                                 | Skromny, Mahseli, Olejniczak, Cichoń, Widawski (Leszczyński), Narloch, Ciupa, Trampisz, Kempny, Kauder, Wiśniewski   |
| 19  | 07.11 | D           | Legia Warszawa    | 2:2 (1:1) | Szlejter       | ~7000  | Sąsiadek 43', Kempny 46'                                        | Skromny, Mahseli (Piechurko), Olejniczak, Cichoń, Narloch, Kauder, Sąsiadek, Trampisz, Kempny, Jerominek, Wiśniewski |
| 20  | 14.11 | W           | AKS Chorzów       | 2:1 (0:0) | Hasselbusch    | ~10000 | Trampisz 48', Kempny 82'                                        | Skromny, Mahseli, Olejniczak, Cichoń, Narloch, Kauder, Sąsiadek, Trampisz, Kempny, Ciupa, Jerominek                  |
| 21  | 21.11 | D           | ŁKS               | 3:0 (1:0) | Fronczyk       | ~5000  | Wlazły (samobójcza) 43', Trampisz 49', Sąsiadek 50'             | Skromny, Mahseli, Olejniczak, Cichoń, Narloch, Kauder, Sąsiadek, Trampisz, Kempny, Ciupa, Wiśniewski                 |

## Puchar Polski
| Lp. | Data  | Dom/ Wyjazd | Przeciwnik      | Wynik                    | Sędzia       | Widzów | Bramki                                    | Skład |
| --- | ----- | ----------- | --------------- | ------------------------ | ------------ | ------ | ----------------------------------------- | --- |
| 1   | 07.03 | D           | Wisła II Kraków | 3:1 (0:1)                | Nowak        | ~10000 | Narloch 75' karny, Trampisz?', Sąsiadek?' | Skromny, Olejniczak, Lelonek, Cichoń, Narloch, Kauder, Sąsiadek, Trampisz, Kempny, Wieczorek, Wiśniewski |
| 2   | 25.04 | W           | Wisła Kraków    | 2:3 (2:1, 2:2, 2:2, 2:2) | Marcinkowski | ~15000 | Cichoń?', Wiśniewski?'                    | Skromny, Kauder, Olejniczak, Cichoń, Narloch, Widawski, Sąsiadek, Trampisz, Ciupa, Kohut, Wiśniewski     |